# 卡勒姆·克爾
安德魯·卡勒姆·克爾（英語：Andrew Callum Kerr，1994年5月11日—）是一名蘇格蘭男演員、模特兒和音樂家。他因在第四台肥皂劇《聖橡鎮少年》（2020年—2021年）中飾演警員喬治·基斯（George Kiss）而嶄露頭角。在福斯電視劇《君主》（2022年）中飾演一個常設角色後，他開始從事鄉村音樂。

## 早年生活
克爾來自愛丁堡附近的馬瑟爾堡。
克爾在校期間加入蘇格蘭國家青年劇院，15歲時參加了《皮囊》的試鏡。克爾在國家青年聯盟打了六個月的橄欖球，之後開始在大學學習金融，並在律師事務所工作。後來，他覺得金融專業不適合自己，於是退學搬到倫敦從事表演工作。他接受了戲劇訓練。

## 職業生涯
克爾於2017年開始擔任模特兒，先後與捷豹、愛迪達、卡達航空、Specsavers和HisColumn合作。2017年，克爾還出演了羅比·威廉姆斯的〈Mixed Signals〉音樂錄影帶，並客串了BBC One系列節目《醫者心》和《Armchair Detectives》。2019年，他在Hulu電視台改編的浪漫喜劇電影《四個婚禮一個葬禮》中飾演鄧肯。同年，他也出演了焦點劇《異域驚魂》和ITV情境喜劇《Zomboat!》。
2020年1月，克爾在第四台肥皂劇《聖橡鎮少年》中飾演警第四台肥皂劇《聖橡鎮少年》，在長期角色南希·奧斯本（潔西卡·福克斯飾）遇襲時登場。2021年4月，克爾退出該劇，因為他的角色被殺害了。
2022年，克爾在《Flowers in the Attic: The Origin》（根據小說《Garden of Shadows》改編的Lifetime前傳迷你劇）中飾演克里斯托弗·福克斯沃斯（Christopher Foxworth）；在福斯電視台音樂劇《君主》中飾演韋德·史特林斯（Wade Stellings）。他還與卡拉·伍德考克一起出演了改編自理查德·梅森的《History of a Pleasure Seeker》的Hulu試播劇，但該劇並未被選中。
在納許維爾鄉村音樂舞台上表演了六個月後，克爾於2023年發行了首支單曲〈Tequila Therapy〉。
克爾即將出演亞馬遜Prime奇幻劇集《時光之輪》的下一季。

## 個人生活
2021年至2022年，克爾與2016年相識的奧利維亞·安德森（Olivia Anderson）短暫訂婚。2023年7月，克爾宣布與新伴侶勞倫·斯泰西（Lauren Stacy）即將有一個孩子。他們的女兒於2023年12月出生。

## 影視作品

### 電影
| 年份 | 標題        | 角色      | 備註     |
| ---- | ----------- | --------- | -------- |
| 2017 | Narcissus   | Narcissus | 短篇電影 |
| 2017 | Him & Her   | Him       | 短篇電影 |
| 2019 | Memories    | John      |          |
| 2020 | Ghetto Bird | Billy     | 短篇電影 |

### 電視
| 年份      | 標題                                  | 角色                 | 備註                                     |
| --------- | ------------------------------------- | -------------------- | ---------------------------------------- |
| 2017      | 《醫者心》                            | Pete Tracker         | 集數：「The Mole」                       |
| 2017      | 《Armchair Detectives》               | Dale Coleman         | 集數：「The Jury's Out」                 |
| 2018      | 《The Shore》                         | Adam                 |                                          |
| 2019      | 《Queens of Mystery》                 | Nathan               | 集數：「Smoke & Mirrors: First Chapter」 |
| 2019      | 《四個婚禮一個葬禮》                  | Duncan               | 2集                                      |
| 2019      | 《Zomboat!》                          | Jude                 | 5集                                      |
| 2020–2021 | 《聖橡鎮少年》                        | George Kiss          | 70集                                     |
| 2020      | 《異域驚魂》                          | Ryan                 | 集數：「Colombian Double Cross」         |
| 2022      | 《{Flowers in the Attic: The Origin》 | Christopher Foxworth | 2集                                      |
| 2022      | 《君主》                              | Wade Stellings       | 常設角色                                 |
| 2022      | 《History of A Pleasure Seeker》      | Piet Barol           | 試播集                                   |
| 2025      | 《ONE PIECE》                         | 斯摩格               | 第二季                                   |
| TBA       | 《Glow & Darkness》                   | 腓特烈六世           |                                          |
| TBA       | 《時光之輪》                          | Galad Trakand        | 第三季                                   |

### 音樂MV
| 標題              | 年份 | 歌手          | 備註 |
| ----------------- | ---- | ------------- | ---- |
| 〈Mixed Signals〉 | 2017 | 罗比·威廉姆斯 |      |

## 外部連結
- 卡勒姆·克爾在互联网电影资料库（IMDb）上的資料（英文）
- Callum Kerr （页面存档备份，存于） at Spotlight